# Иванов, Андрей Сергеевич (игрок в хоккей с шайбой)
Андрей Сергеевич Иванов (род. 2 июля 1987, Ярославль) — российский хоккеист, нападающий.

## Биография
Воспитанник ярославского «Локомотива». Выступал за команды «Локомотив-2» (2004/05 — 2005/06), «Газовик» и «Газовик-СибГУФК» (Тюмень, 2006/07 — 2007/08), «Капитан» Ступино (2008/09), ТХК Тверь (2009/10 — 2012/13, 2015/16 — 2016/17), «Ижсталь» Ижевск (2013/14 — 2014/15, 2016/17), «Торпедо» Усть-Каменогорск (Казахстан, ВХЛ, 2015—2016), «Горняк» Рудный (2017/18), «Бейбарыс» Атырау (2018/19 — 2019/20, обе — чемпионат Казахстана), «Рязань» (2020/21).
В сезоне 2015/16 играл за ТХК вместе с Иваном Андреевичем Ивановым и Иваном Сергеевичем Ивановым.